# Never Took the Time
"Never Took the Time" é um single do cantor Akon em seu segundo álbum de estúdio Konvicted. Foi lançado em novembro de 2007.